# Молодіжна збірна Мексики з футболу
Молодіжна збірна Мексики з футболу — національна молодіжна футбольна команда Мексики, яка контролюється та керується  Мексиканською Асоціацією Футболу.

## Результати на чемпіонатах світу
| Молодіжний чемпіонат світу | Молодіжний чемпіонат світу | Молодіжний чемпіонат світу | Молодіжний чемпіонат світу | Молодіжний чемпіонат світу | Молодіжний чемпіонат світу | Молодіжний чемпіонат світу | Молодіжний чемпіонат світу | Молодіжний чемпіонат світу |
| Рік                        | Раунд                      | Місце                      | І                          | В                          | Н                          | П                          | ГЗ                         | ГП                         |
| -------------------------- | -------------------------- | -------------------------- | -------------------------- | -------------------------- | -------------------------- | -------------------------- | -------------------------- | -------------------------- |
| 1977                       | Срібні призери             | 2-е                        | 5                          | 1                          | 4                          | 0                          | 11                         | 5                          |
| 1979                       | Груповий етап              | 11-е                       | 3                          | 0                          | 2                          | 1                          | 3                          | 4                          |
| 1981                       | Груповий етап              | 11-е                       | 3                          | 0                          | 2                          | 1                          | 4                          | 5                          |
| 1983                       | Груповий етап              | 13-є                       | 3                          | 0                          | 1                          | 2                          | 2                          | 4                          |
| 1985                       | Чвертьфінал                | 5-е                        | 4                          | 3                          | 0                          | 1                          | 7                          | 3                          |
| 1987                       | не кваліфікувалась         | не кваліфікувалась         | не кваліфікувалась         | не кваліфікувалась         | не кваліфікувалась         | не кваліфікувалась         | не кваліфікувалась         | не кваліфікувалась         |
| 1989                       | Не брала участь            | Не брала участь            | Не брала участь            | Не брала участь            | Не брала участь            | Не брала участь            | Не брала участь            | Не брала участь            |
| 1991                       | Чвертьфінал                | 7-е                        | 4                          | 1                          | 2                          | 1                          | 7                          | 5                          |
| 1993                       | Чвертьфінал                | 5-е                        | 4                          | 2                          | 1                          | 1                          | 6                          | 3                          |
| 1995                       | не кваліфікувалась         | не кваліфікувалась         | не кваліфікувалась         | не кваліфікувалась         | не кваліфікувалась         | не кваліфікувалась         | не кваліфікувалась         | не кваліфікувалась         |
| 1997                       | 1/8 фіналу                 | 12-е                       | 4                          | 1                          | 1                          | 2                          | 6                          | 3                          |
| 1999                       | Чвертьфінал                | 6-е                        | 5                          | 3                          | 1                          | 1                          | 9                          | 5                          |
| 2001                       | не кваліфікувалась         | не кваліфікувалась         | не кваліфікувалась         | не кваліфікувалась         | не кваліфікувалась         | не кваліфікувалась         | не кваліфікувалась         | не кваліфікувалась         |
| 2003                       | Груповий етап              | 22-е                       | 3                          | 0                          | 1                          | 2                          | 2                          | 5                          |
| 2005                       | не кваліфікувалась         | не кваліфікувалась         | не кваліфікувалась         | не кваліфікувалась         | не кваліфікувалась         | не кваліфікувалась         | не кваліфікувалась         | не кваліфікувалась         |
| 2007                       | Чвертьфінал                | 5-е                        | 5                          | 4                          | 0                          | 1                          | 10                         | 3                          |
| 2009                       | не кваліфікувалась         | не кваліфікувалась         | не кваліфікувалась         | не кваліфікувалась         | не кваліфікувалась         | не кваліфікувалась         | не кваліфікувалась         | не кваліфікувалась         |
| 2011                       | Бронзові призери           | 3-є                        | 7                          | 3                          | 2                          | 2                          | 10                         | 6                          |
| 2013                       | 1/8 фіналу                 | 16-е                       | 4                          | 1                          | 0                          | 3                          | 6                          | 6                          |
| 2015                       | Груповий етап              | 17-е                       | 3                          | 1                          | 0                          | 2                          | 2                          | 5                          |
| 2017                       | Чвертьфінал                | 8-е                        | 5                          | 2                          | 1                          | 2                          | 4                          | 4                          |
| 2019                       | Груповий етап              | 21-е                       | 3                          | 0                          | 0                          | 3                          | 1                          | 6                          |
| 2021                       | Скасовано                  | Скасовано                  | Скасовано                  | Скасовано                  | Скасовано                  | Скасовано                  | Скасовано                  | Скасовано                  |
| 2023                       | не кваліфікувалась         | не кваліфікувалась         | не кваліфікувалась         | не кваліфікувалась         | не кваліфікувалась         | не кваліфікувалась         | не кваліфікувалась         | не кваліфікувалась         |
| 2025                       | кваліфікувалась            | кваліфікувалась            | кваліфікувалась            | кваліфікувалась            | кваліфікувалась            | кваліфікувалась            | кваліфікувалась            | кваліфікувалась            |

- — країна-господар фінального турніру

## Досягнення
- Молодіжний чемпіонат світу:
  -  Віце-чемпіон (1): 1977
  -  Третє місце (1): 2011

- Молодіжний чемпіонат КОНКАКАФ:
  -  Чемпіон (13): 1962, 1970, 1973, 1974, 1976, 1978, 1980, 1984, 1990, 1992, 2011, 2013, 2015
  -  Віце-чемпіон (2): 1988, 1996